# Doug Mohns
Douglas Allen „Diesel“ Mohns (13. prosince 1933 v Capreolu, Ontario – 7. února 2014) byl kanadský hokejový útočník.

## Hráčská kariéra
S juniorským hokejem začal v lize OHA v týmu Barrie Flyers kde strávil tři sezóny 1950/53 ve kterých pomohl dvakrát vybojovat Memorial Cup. V NHL začal hrát od roku 1953 v týmu Boston Bruins kde se stal univerzálním kmenovým hráčem a za tým odehrál 11 sezón než byl 8. června 1964 vyměněn do týmu Chicago Blackhawks za Reggieho Fleminga a Aba McDonalda. Za Chicago odehrál sedm sezón a v sezóně 1966/67 nasbíral nejvíce bodů za jednu sezónu ze své kariéry. V průběhu sezóny 1970/71 ho získal tým Minnesota North Stars kde v týmu odehrál tři sezóny. Během jeho času v Minnesotě kdy v roce 1972 naposledy zúčastnil NHL All-Star Game. Sezónu 1973/74 strávil v týmu Atlanta Flames kde odehrál 28 zápasů. Poslední sezónu v kariéře odehrál v sezóně 1974/75 v novém založeném týmu Washington Capitals kde se stal prvním kapitánem a po 22 sezónách v NHL v roce 1975 ve věku 42 let kdy ukončil hokejovou kariéru.

## Ocenění a úspěchy
- 1954, 1958, 1959, 1961, 1962, 1965, 1972 - NHL - All-Star Game

## Prvenství
- Debut v NHL - 11. října 1953 (Boston Bruins proti Montreal Canadiens)
- První gól v NHL - 11. října 1953 (Boston Bruins proti Montreal Canadiens)
- První asistence v NHL - 22. října 1953 (New York Rangers proti Boston Bruins)
- První hattrick v NHL - 8. prosince 1966 (Boston Bruins proti Chicago Blackhawks)

## Klubové statistiky
| Sezóna       | Klub                  | Soutěž       |      | Základní část | Základní část | Základní část | Základní část | Základní část |    | Play off | Play off | Play off | Play off | Play off |
| Sezóna       | Klub                  | Soutěž       | Z    | G             | A             | B             | TM            | Z             | G  | A        | B        | TM       |          |          |
| 1951/1952    | Barrie Flyers         | OHA          | 53   | 40            | 36            | 76            | 0             | —             | —  | —        | —        | —        |          |          |
| 1952/1953    | Barrie Flyers         | OHA          | 56   | 34            | 42            | 76            | 0             | —             | —  | —        | —        | —        |          |          |
| 1953/1954    | Boston Bruins         | NHL          | 70   | 13            | 14            | 27            | 27            | 4             | 1  | 0        | 1        | 4        |          |          |
| 1954/1955    | Boston Bruins         | NHL          | 70   | 14            | 18            | 32            | 82            | 5             | 0  | 0        | 0        | 4        |          |          |
| 1955/1956    | Boston Bruins         | NHL          | 64   | 10            | 8             | 18            | 48            | —             | —  | —        | —        | —        |          |          |
| 1956/1957    | Boston Bruins         | NHL          | 68   | 6             | 34            | 40            | 89            | 10            | 2  | 3        | 5        | 2        |          |          |
| 1957/1958    | Boston Bruins         | NHL          | 54   | 5             | 16            | 21            | 28            | 12            | 3  | 10       | 13       | 18       |          |          |
| 1958/1959    | Boston Bruins         | NHL          | 47   | 6             | 24            | 30            | 40            | 4             | 0  | 2        | 2        | 12       |          |          |
| 1959/1960    | Boston Bruins         | NHL          | 65   | 20            | 25            | 45            | 62            | —             | —  | —        | —        | —        |          |          |
| 1960/1961    | Boston Bruins         | NHL          | 65   | 12            | 21            | 33            | 63            | —             | —  | —        | —        | —        |          |          |
| 1961/1962    | Boston Bruins         | NHL          | 69   | 16            | 29            | 45            | 74            | —             | —  | —        | —        | —        |          |          |
| 1962/1963    | Boston Bruins         | NHL          | 68   | 7             | 23            | 30            | 63            | —             | —  | —        | —        | —        |          |          |
| 1963/1964    | Boston Bruins         | NHL          | 70   | 9             | 17            | 26            | 95            | —             | —  | —        | —        | —        |          |          |
| 1964/1965    | Chicago Blackhawks    | NHL          | 49   | 13            | 20            | 33            | 84            | 14            | 3  | 4        | 7        | 21       |          |          |
| 1965/1966    | Chicago Blackhawks    | NHL          | 70   | 22            | 27            | 49            | 63            | 5             | 1  | 0        | 1        | 4        |          |          |
| 1966/1967    | Chicago Blackhawks    | NHL          | 61   | 25            | 35            | 60            | 58            | 5             | 0  | 5        | 5        | 8        |          |          |
| 1967/1968    | Chicago Blackhawks    | NHL          | 65   | 24            | 29            | 53            | 53            | 11            | 1  | 5        | 6        | 12       |          |          |
| 1968/1969    | Chicago Blackhawks    | NHL          | 65   | 22            | 19            | 41            | 47            | —             | —  | —        | —        | —        |          |          |
| 1969/1970    | Chicago Blackhawks    | NHL          | 66   | 6             | 27            | 33            | 46            | 8             | 0  | 2        | 2        | 15       |          |          |
| 1970/1971    | Chicago Blackhawks    | NHL          | 39   | 4             | 6             | 10            | 16            | —             | —  | —        | —        | —        |          |          |
| 1970/1971    | Minnesota North Stars | NHL          | 17   | 2             | 5             | 7             | 14            | 6             | 2  | 2        | 4        | 10       |          |          |
| 1971/1972    | Minnesota North Stars | NHL          | 78   | 6             | 30            | 36            | 82            | 4             | 1  | 2        | 3        | 10       |          |          |
| 1972/1973    | Minnesota North Stars | NHL          | 67   | 4             | 13            | 17            | 52            | 6             | 0  | 1        | 1        | 2        |          |          |
| 1973/1974    | Atlanta Flames        | NHL          | 28   | 0             | 3             | 3             | 10            | —             | —  | —        | —        | —        |          |          |
| 1974/1975    | Washington Capitals   | NHL          | 75   | 2             | 19            | 21            | 54            | —             | —  | —        | —        | —        |          |          |
| celkem v NHL | celkem v NHL          | celkem v NHL | 1390 | 248           | 462           | 710           | 1250          | 94            | 14 | 36       | 50       | 122      |          |          |